# Poitou-Charentes
Poitou-Charentes ou Peitau-Carôntono (em pictavo-sântone : Poetou-Chérentes, occitano : Peitau Charantas) foi até 2015 uma região administrativa do centro-oeste de França, e que hoje integra a região da Nova Aquitânia. Era constituída por quatro departamentos (départements) : Carântono, Carântono-Marítimo, Deux-Sèvres e Vienne. Em francês, os seus habitantes são chamados de Picto-Charentais. A capital da região é Poitiers.
Em 1999, a região era a 15.ª (em 26) maior região em termos de população. Em termos de área é a 12.ª maior.
O Conselho regional é composto por 55 membros.
O pictavo-sântone (poitevin-saintongeais), uma língua regional, é aí falado por uma pequena minoria da população.
As cidades mais importantes da região são : Poitiers, La Rochelle, Angoulême, Niort, Saintes, Rochefort e Royan.